# پیر جاکی
پیر جاکی (انگلیسی: Pierre Jacky؛ زادهٔ ۵ اکتبر ۱۹۶۰) بازیکن فوتبال اهل فرانسه است.